# Os Vips
Os Vips est un groupe vocal brésilien de rock, actif entre 1965 et 2014. Durant leur existence, Os Vips est composé de Ronald Antonucci (né Reynaldo Luís Antonucci le 17 août 1941 à São Paulo et décédé le 23 juin 2024 au même lieu) et Márcio Vip Antonucci (Augusto Antonucci, né le 23 novembre 1945 à São Paulo et décédé le 20 janvier 2014 à Angra dos Reis,).

## Histoire
Au début de leur carrière, ils chantent seuls sous les noms de Ronald Red et Jett Williams, mais lors de l'émission télévisée Festival dos Bairros en 1964, ils décident de chanter en duo. Palmeira et Alfredo Corletto, producteurs du label discographique Continental, regardent l'émission et les engagent. Le premier enregistrement du duo, en 1964, est Tonight, leur composition avec des paroles en anglais, incluse dans le LP Reino da Juventude de Record, qui réunit des artistes participant à l'émission homonyme, présentée par Antônio Aguilar. Le nom du duo est choisi en raison du film Os Vips (1963), avec Richard Burton et Elizabeth Taylor, traduit ici par Gente Muito Importante.
Le duo connait plusieurs succès. La plupart d'entre eux sont composés par Roberto Carlos : A Volta (1966), Emoção (1965), Faça Alguma Coisa Pelo Nosso Amor et, après le passage à CBS en 1968, les chansons également de Roberto : É Preciso Saber Viver (1968) et Largo Tudo e Venho te Buscar. Ils enregistrent une série de reprises des Beatles, telles que Menina Linda, Coisas que Acontecem, Obrigado, Garota, Michelle et Submarino Amarelo.
En 1968, l'émission Jovem Guarda est annulée par TV Record ; Márcio finit par déménager à Rio de Janeiro et travailler pour Som Livre, tandis que Ronald reste à Santana pour créer des entreprises avec l'argent gagné par le duo. Leur première entreprise est Vip's Burguer, en 1968, à Santana. Vip's Burguer devient une chaîne, avec une succursale ouverte sur Alameda Jaú, à Jardins, et une autre à Atibaia. En 1969, le Vip's Buffet ouvre ses portes sur l'Avenida Nove de Julho. Le buffet et les snack-bars sont vendus par la suite.
En 1970, ils reviennent chez Continental et, sous le nom de scène « Márcio e Ronaldo », enregistrent des succès tels que Só até Sábado (de Lílian Knapp). En 1976, le duo se sépare et Márcio devient producteur pour le label Som Livre. En 1990, un revirement de la Jovem Guarda emballe l'Asa Branca à Rio de Janeiro. Réunis, ils enregistrent un LP live pour Som Livre (A Volta, sorti en janvier 1991). En 1995, un quintuple album sort, avec 29 artistes menés par les Vip's, pour commémorer le 30e anniversaire du mouvement, et se vend à 3 millions d'exemplaires.
Le 20 janvier 2014 au matin, Márcio Augusto, hospitalisé depuis quelques jours pour une pneumonie, décède dans un hôpital d'Angra dos Reis, à la suite d'une infection généralisée, à l'âge de 68 ans. Le 22 juin 2024, Ronald Antonucci décède à l'âge de 82 ans à São Paulo. La cause du décès n'est pas révélée par sa famille. 